# Ossini
Ossini o Ossin (in croato Osinj) è un'isoletta del mare Adriatico, adiacente alla costa della Dalmazia meridionale, in Croazia. Amministrativamente appartiene al comune della città di Slivno, nella regione raguseo-narentana. Con altri due piccoli scogli a sud-est vengono anche chiamati gli scogli Ossin.

## Geografia
Ossini è situata a sud della foce della Narenta, allo sbocco del Narenta Piccolo o Narenta Piccola (Mala Neretva), di fronte a val Blazza (Blace). Le acque sono quelle del canale della Narenta (Neretvanski o Neretljanski kanal) che divide la penisola di Sabbioncello dalla costa dalmata. L'isola ha una superficie di 0,217 km², la sua costa è lunga 2,4 km, l'altezza massima è quella della Gradina (74,8 m) nella parte meridionale.

### Isolotti adiacenti
- I due piccoli Ossin[6], a sud-est, tra Ossini grande e punta Ossina[4] o Ossik[6][7] (rt Osik) 43°00′00″N 17°28′08″E e 43°00′01″N 17°28′15″E.
- scoglio Planik[5], nella valle Katečine, 350 m[2] a nord-est di punta Ossina, tra quest'ultima e il porto di Blazza; sullo scoglio c'è un faro di segnalazione[2] 42°59′57″N 17°28′35″E. A ovest, a 50 m[2], c'è un piccolo scoglio senza nome.
- I Muli[6][7] due scogli a ovest:
  - Gubbovaz[13] o Gubovaz[5] (Gubavac[2] o Gubovac Veliki[1]), ha una superficie di 6021 m²[1], la sua costa è lunga 322 m[1]; è situato 180 m[2] a ovest di Ossini 43°00′17″N 17°27′47″E.
  - scoglio Gubbovaz[14] (hrid Gubavac[2] o Gubovac Mali[1]), ha una superficie di 2960 m²[1] e si trova 30 m[2] a sud di Gubbovaz 43°00′13″N 17°27′47″E.

## Storia
Abitata in epoca romana, sono state ritrovate su Ossini le rovine di una chiesa paleocristiana. 
A metà del VI sec. vi fu costruito un forte a protezione e controllo dei possedimenti bizantini, la fortezza andò in rovina durante i due secoli di occupazione ottomana. L'isola è menzionata negli archivi della repubblica di Ragusa, come scolium Ossina, Usin e scopulum Ussigni. Sull'isola, che è disabitata, sono presenti le rovine di una chiesa dedicata a San Giovanni Battista (Sv. Ivan Krstitelj) e di un convento francescano.

### Cartografia
- G. Giani, Carta prospettiva delle Comuni censuarie della Dalmazia, foglio 10, 1839. Fondo Miscellanea cartografica catastale, Archivio di Stato di Trieste.
- (HR) Mappa topografica della Croazia 1:25000, su preglednik.arkod.hr. URL consultato il 12 febbraio 2017.
- Carta di cabottaggio del mare Adriatico, foglio XI, Milano, Istituto geografico militare, 1822-1824. URL consultato il 13 settembre 2017 (archiviato dall'url originale il 13 aprile 2013).